# 헬로키티 살인 사건

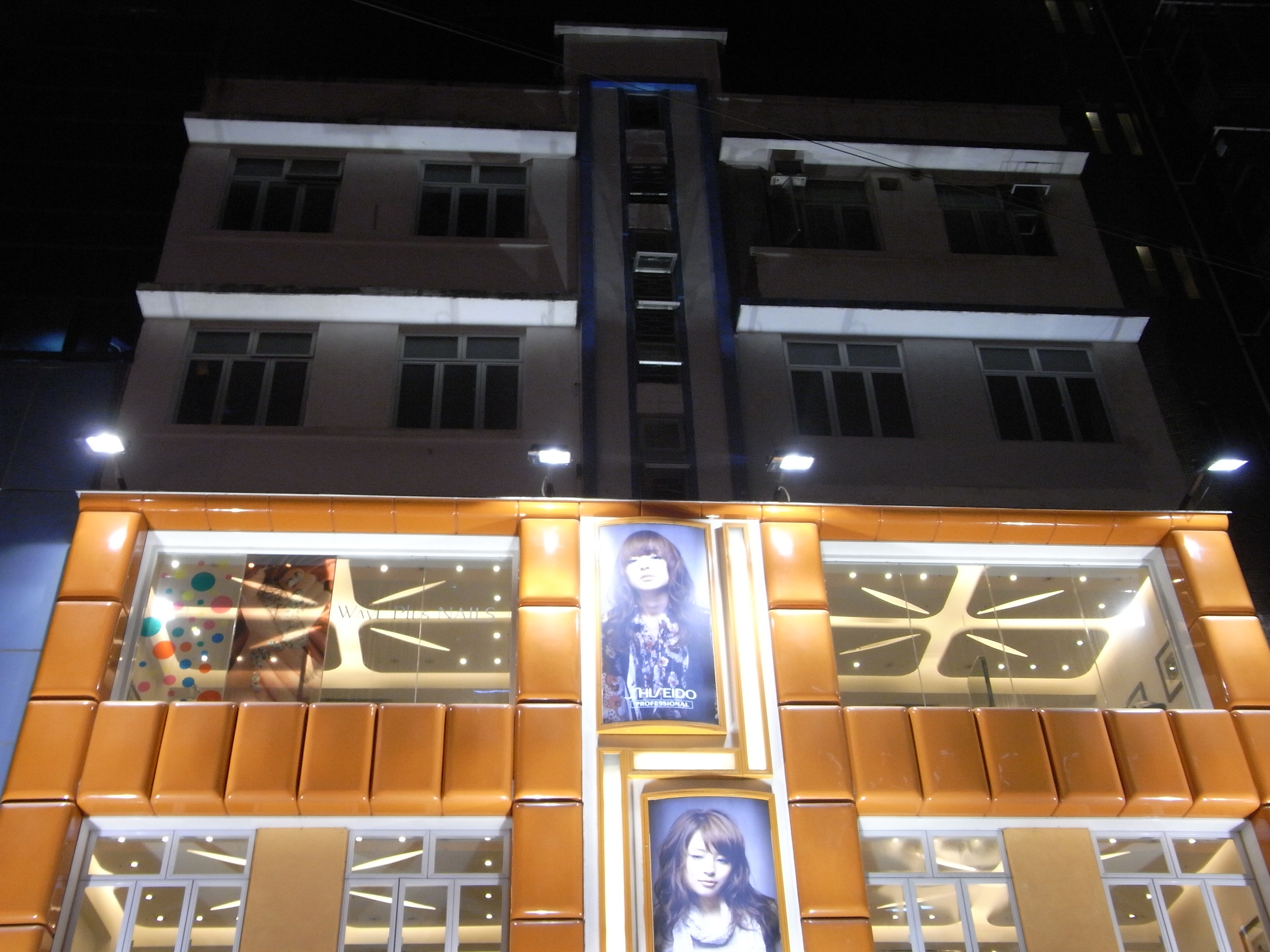
살인이 발생한 장소

헬로키티 살인 사건(중국어: Hello Kitty藏屍案)은 1999년 3월 17일부터 4월 14일 사이에 걸쳐 짐사저이의 한 아파트에서 발생한 홍콩의 고문 살인 사건으로 피해자는 판민이(중국어: 樊敏儀)라는 나이트클럽 일에 종사하는 여성이었다. 가해자들은 판만이가 빚을 갚지 않았다는 이유로 납치하고 잔혹하게 고문했으며, 끝에는 그녀의 머리를 참수하여 헬로키티 인형 안에 숨겼고, 은폐하고 남은 몸통을 갈갈이 찢어 국수에 넣을 고명으로 사용하거나 식재료로서 냉장고에 집어넣는 등 엽기적인 식인 행각까지 하였다.

## 같이 보기
- 여고생 콘크리트 살인 사건
- 애비 초이 살인 사건